# Onitis lobi
Onitis lobi är en skalbaggsart som beskrevs av Yves Cambefort 1984. Onitis lobi ingår i släktet Onitis och familjen bladhorningar. Inga underarter finns listade i Catalogue of Life.